# دوزخ (فیلم ۱۹۵۳)
دوزخ (انگلیسی: Inferno) یک فیلم در ژانر تریلر-درام به کارگردانی روی وارد بیکر محصول سال ۱۹۵۳ کشور ایالات متحده آمریکا است.

## بازیگران
- رابرت رایان در نقش Donald Whitley Carson III
- روندا فلمینگ در نقش Geraldine Carson
- ویلیام لوندیگان در نقش Joseph Duncan
- Larry Keating در نقش Dave Emory
- هنری هال در نقش Sam Elby
- کارل بتز در نقش Lt. Mike Platt
- Robert Burton در نقش Sheriff
- رابرت آدلر در نقش Ken, Ranch Hand
- هری کارتر در نقش Deputy Fred Parks
- اورت گلس در نقش Mason, Carson's Butler
- آدرین ماردن در نقش Emory's Secretary
- باربارا پپر در نقش Waitress
- چارلز تنن در نقش voice of police radio broadcaster
- دن وایت در نقش Lee, Ranch Hand